# Зуровичи
Зуровичи (серб. Зуровићи / Zurovići) — село в общине Гацко Республики Сербской Боснии и Герцеговины. В настоящее время село необитаемо.